# Maggie Bell
Maggie Bell, geboren als Margaret Bell, (Glasgow, 12 januari 1945) is een Britse zangeres, die bekend werd door de rockband Stone the Crows.

## Carrière
Maggie Bell is afkomstig uit een muzikale familie. Als tiener zong ze bij plaatselijke dansbands, waarbij ze ook de gitarist Leslie Harvey ontmoette. In 1967 kwamen ze elkaar weer tegen, toen ze beide onderweg waren met een band in Duitsland, die optrad in Amerikaanse militaire kazernen.
In 1968 richtten Harvey en Bell de formatie Power op, die in Glasgow tamelijk succesvol was en waaruit het daaropvolgende jaar Stone the Crows ontstond. De band bracht tussen 1970 en 1972 vier albums uit, maar werd echter in 1973 ontbonden, nadat Harvey een jaar eerder was overleden door een elektrische schok tijdens het plaatsen van microfoons op het podium.
Daarna begon Bell solo te werken. Ze nam twee albums op in New York, die echter niet werden gepubliceerd. Pas de derde poging met de nieuwe manager Jerry Wexler leidden tot het eerste, veelgeprezen soloalbum Queen of the Night (1973). Er volgde het tweede album Suicide Sal.
Na jaren op tournee te zijn geweest, trok Bell zich terug uit de muziekbusiness. Ze schreef filmmuziek en bekommerde zich om haar familie. Tijdens de jaren 1990 begon ze weer op te treden met onder andere de Alex Harvey Band en Chris Farlowe. Bovendien was ze sinds 2006 tot 2013 lid van de band The British Blues Quintet met Zoot Money, Frank Diez, Colin Hodgkinson en Colin Allen, waarvan ook in november 2007 het album Live in Glasgow verscheen.
Van april tot november 2011 gaf Bell concerten met het Jon Lord Blues Project (Miller Anderson, Jon Lord, Pete York, Zoot Money en Colin Hodgkinson) door Duitsland en Oostenrijk, Na het door ziekte veroorzaakte afscheid van Lord, die in 2012 overleed, ging de formatie in 2012 weer verder op tournee als het Pete York Blues Project. In 2013 en 2014 ging ze op tournee met de Hamburg Blues Band.

## Discografie
- 1973: Queen Of The Night
- 1974: Live At The Rainbow
- 1975: Suicide Sal
- 1975: Live In Boston USA
- 1988: Crimes Of The Heart
- 1989: Live Montreux – MB & Midnight Flyer
- 2004: The River Sessions

- Biblioteca Nacional de España: XX1574251
- Gemeinsame Normdatei: 134604717
- International Standard Name Identifier: 0000 0000 7357 0646
- Library of Congress Control Number: n90682517
- MusicBrainz: d95739ef-ce62-4878-92f7-4e3430330509
- Virtual International Authority File: 4096635
- WorldCat: E39PBJyhdP9YPdWr4XQHQqMXVC